# Billy Ze Kick et les Gamins en folie (album)
Cet article possède un paronyme, voir Billy ze Kick.
Albums de Billy Ze Kick et les Gamins en folie
Paniac
(1996)
Billy Ze Kick et les Gamins en folie est le premier album du groupe rennais Billy Ze Kick et les Gamins en folie, sorti d'abord régionalement en 1993, puis à l'échelle nationale en 1994.

## L'album
Ce premier album se fait connaître grâce au succès du premier single, Mangez-moi ! Mangez-moi !. Il se compose de seize morceaux, les neuf premiers constituant le répertoire du groupe, les sept suivants sont la bande son de la comédie musicale Le Killer's Trip, moyen métrage réalisé et interprété par Billy Ze Kick et les Gamins en folie en 1992.
Les thèmes abordés par l'album sont plutôt orientés sur la consommation de drogues (Mangez-moi ! Mangez-moi !, OCB, Bons Baisers d'Amsterdam) et les jeux de rôles (Encraoudi encraouda, La Chanson du Sphinx, Le Killer et l'Encraoudeur, La chanson de M). L'album égratigne également la société de consommation, la télévision et son star system, ce qui n'est pas sans questionner le groupe, dont les racines sont fondées sur des principes antipub et anti-top 50.
La première sortie de l'album, via le label Productions de Fer, est promue en 1993 par la diffusion des titres sur Radio Nova et les ondes de la Ferarock. Face au succès rencontré, Polygram s'intéresse au projet. Lors de la deuxième sortie de l'album en 1994, il s'en écoule environ 400 000 exemplaires. Sur cette nouvelle édition, les morceaux L'Adjudant Gereux, Encraoudi Encraouda et Le Killer et l'Encraoudeur ont dû être modifiés pour retirer des samples, pour des raisons de respect du droit d'auteur.

## Réception
L'album est inclus dans l'ouvrage de Philippe Manœuvre, Rock français : De Johnny à BB Brunes, 123 albums essentiels.

## Liste des titres
1. 1er Avertissement
2. 2e Avertissement
3. Encraoudi Encraouda
4. Radio K sur
5. Mangez-moi ! Mangez-moi !
6. Jean-Mich Much
7. OCB
8. Un spectacle de plus
9. L'Adjudant Gereux
10. Le Killer et l'Encraoudeur
11. La Chanson de -M-
12. Course dans le parc (instrumental)
13. Élémentaire
14. Bons baisers d'Amsterdam
15. Virtuelapolis[5]
16. La Chanson du sphinx